# 康志睦
康志睦（777年—834年1月6日），字得众，唐朝靈州人，康日知之子。
康志睦善于驰射。隶属于右神策军，官至右神策大将军。唐敬宗初年，染署工張韶與卜者蘇玄明谋反，馬存亮派遣右神策大將軍康志睦、將軍李泳、尚國忠，左神策大將軍康藝全、將軍何文哲、宋叔夜、孟文亮，率騎兵討伐，日暮，射死張韶及蘇玄明。宝历元年（825年）四月初一，以右神策大将军康志睦检校工部尚书，兼御史大夫、青州刺史、平卢军节度使。
大和元年（827年）五月十六日，唐文宗分别授予卢龙（幽州）节度使李载义、平卢（淄青）节度使康志睦、成德节度使王庭凑兼任检校官的职务。横海军节度使李同捷造反，八月十一日，文宗下诏消除李同捷的官爵，命康志睦、天平军节度使乌重胤、武宁节度使王智兴、魏博节度使史宪诚、幽州节度使李载义、易定节度使张璠、义成节度使李聽，各率本镇兵马讨伐李同捷。李同捷发兵攻打千乘，康志睦挫其锐，不得逞，于是攻打蒲台，尽夺其械。康志睦加检校尚书左仆射。大和七年（833年）七月初二，以右龙武统军康志睦为四镇北庭行军、泾原节度使，封会稽郡公。十一月廿三，泾原节度使康志睦去世。年五十七岁，赠司空。其子康承訓。